# Meijegraslanden

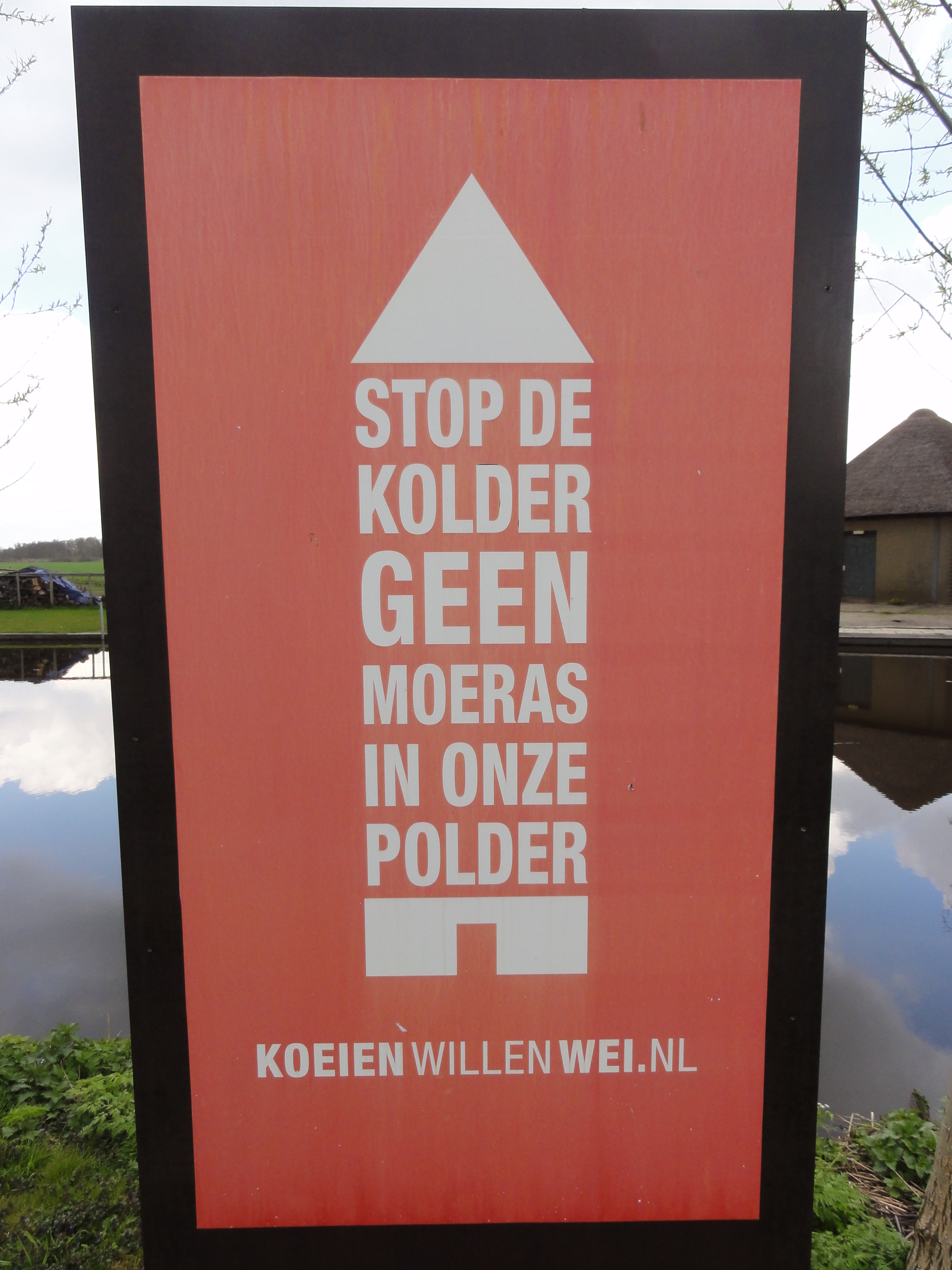
Protestbord aan de rivier de Meije

De Meijegraslanden is een gebied van 500 hectare ten zuiden van de Nieuwkoopse Plassen in de gemeente Nieuwkoop. Het gebied is nu nog grotendeels in gebruik als landbouwgebied, maar de overheid, in het bijzonder de provincie Zuid-Holland, wil het ontwikkelen tot natuurgebied.
Door de boeren en omwonenden is een actiegroep gevormd om het huidige cultuurlandschap te behouden met de leus: Stop de kolder, geen moeras in onze polder!